# Varohío
Varohío (Guarijío, Warijío, Guarojío, Macurawe, Macoragüi), pleme ili grupa plemena američkih Indijanaca porodice uto-aztec, uže skupine Taracahitian na jugoistoku meksičke Sonore i susjednoj zapadnoj Chihuahui u podnožju planina Sierra Madre. 
Glavna današnja naselja u kojima žive su Mesa Colorada, Bavícora, Guajaray, Los Bajíos, Todos Santos, San Pedro, La Mesa del Matapaco, La Mesa del Tuburi, Basicorepa, Chorijoa i Mochibampo. Plemena Temori Chinipa i Guasapar, prema Masonu i Johnsonu njihovi su ogranci. 
Hodge ih dijeli na Guailopo, Maguiaqui, Hizo, Husoron, Cuteco, Tecargoni i Varohío vlastiti. U prošlosti su Varohío vlastiti imali pueble Santa Ana i Loreto.
Stariji nazivi su i Huarogio (Lumholtz, 1894), Varogio i Voragio (Orozco y Berra, 1864)

## Vanjske poveznice
- Guarijio (Varihio, Huarijio, Warihio)